# 슛 사인
〈슛 사인〉(シュートサイン 슛토 사인[*], Shoot Sign)은 AKB48의 47번째 싱글이다.

## 개요
- 전작 〈하이텐션〉로부터 약 4개월 만의 싱글이다.
- 2017년 4월 19일에 졸업예정인 코지마 하루나의 마지막 참가 싱글이다.

## 수록곡

### Type A
자켓 사진: 코지마 하루나
CD
1. シュートサイン / 슛 사인
2. 気づかれないように… / 눈치채지 못하도록... - 코지마 하루나
3. Vacancy - SKE48 선발
4. シュートサイ off vocal ver.
5. 気づかれないように… off vocal ver.
6. Vacancy off vocal ver.

DVD
1. シュートサイ Music Video
2. 気づかれないように… Music Video
3. Vacancy Music Video

### Type B
초회한정반 자켓 사진: 이리야마 안나 · 카와모토 사야 · 코지마 마코 · 고토 라라 · 미네기시 미나미 · 미야와키 사쿠라 · 야마모토 아야카 · 야마모토 사야카
통상반 자켓 사진 : 이리야마 안나 · 코지마 마코 · 미야와키 사쿠라 · 야마모토 사야카
CD
1. シュートサイン / 슛 사인
2. 気づかれないように… / 눈치채지 못하도록... - 코지마 하루나
3. 真夜中の強がり / 한밤중의 허세 - NMB48 선발
4. シュートサイ off vocal ver.
5. 気づかれないように… off vocal ver.
6. 真夜中の強がり off vocal ver.

DVD
1. シュートサイ Music Video
2. 気づかれないように… Music Video
3. 真夜中の強がり Music Video

### Type C
초회한정반 자켓 사진: 오오니시 모모카 · 카시와기 유키 · 카토 레나 · 키타하라 리에 · 시로마 미루 · 타카하시 쥬리 · 마츠이 쥬리나 · 마츠오카 하나
통상반 자켓 사진 : 카시와기 유키 · 카토 레나 · 시로마 미루 · 타카하시 쥬리 · 마츠이 쥬리나
CD
1. シュートサイン / 슛 사인
2. 気づかれないように… / 눈치채지 못하도록... - 코지마 하루나
3. 止まらない観覧車 / 멈추지 않는 관람차 - HKT48 선발
4. シュートサイ off vocal ver.
5. 気づかれないように… off vocal ver.
6. 止まらない観覧車 off vocal ver.

DVD
1. シュートサイ Music Video
2. 気づかれないように… Music Video
3. 止まらない観覧車 Music Video

### Type D
초회한정반 자켓 사진: 이치카와 미오리 · 오오야 시즈카 · 코다마 하루카 · 스다 아카리 · 나카이 리카 · 무카이치 미온 · 와타나베 마유
통상반 자켓 사진 : 코다마 하루카 · 스다 아카리 · 무카이치 미온 · 와타나베 마유
CD
1. シュートサイン / 슛 사인
2. アクシデント中 / 사고 중 - AKB48 U-19 선발
3. みどりと森の運動公園 / 녹색과 숲의 운동공원 - NGT48 선발
4. シュートサイ off vocal ver.
5. アクシデント中 off vocal ver.
6. みどりと森の運動公園 off vocal ver.

DVD
1. シュートサイ Music Video
2. アクシデント中 Music Video
3. みどりと森の運動公園 Music Video

### Type E
초회한정반 자켓 사진: 오구리 유이 · 오카다 나나 · 키자키 유리아 · 코미야마 하루카 · 사시하라 리노 · 무토 토무 · 요코야마 유이 · 요시다 아카리
통상반 자켓 사진 : 오카다 나나 · 키자키 유리아 · 사시하라 리노 · 무토 토무 · 요코야마 유이
CD
1. シュートサイン / 슛 사인
2. アクシデント中 / 사고 중 - AKB48 U-19 선발
3. 誰のことを一番 愛してる？ / 누구를 가장 사랑하는가? - 사카미치AKB
4. シュートサイ off vocal ver.
5. アクシデント中 off vocal ver.
6. 誰のことを一番 愛してる？ off vocal ver.

DVD
1. シュートサイ Music Video
2. アクシデント中 Music Video
3. 誰のことを一番 愛してる？ Music Video

### 극장반
자켓 사진: 코지마 하루나
CD
1. シュートサイン / 슛 사인
2. 気づかれないように… / 눈치채지 못하도록... - 코지마 하루나
3. 悲しい歌を聴きたくなった / 슬픈 노래를 듣고싶어졌다
4. シュートサイ off vocal ver.
5. 気づかれないように… off vocal ver.
6. 悲しい歌を聴きたくなった off vocal ver.

## 선발 멤버

### 슛 사인
(센터:코지마 하루나)
- 이치카와 미오리, 이리야마 안나, 오오니시 모모카, 오오야 시즈카, 오카다 나나, 오구리 유이, 카시와기 유키, 카토 레나, 카와모토 사야, 키자키 유리아, 키타하라 리에, 코지마 하루나, 코지마 마코, 코다마 하루카, 고토 라라, 코미야마 하루카, 사시하라 리노, 시로마 미루, 스다 아카리, 타카하시 쥬리, 나카이 리카, 마츠이 쥬리나, 마츠오카 하나, 미네기시 미나미, 미야와키 사쿠라, 무카이치 미온, 무토 토무, 야마모토 아야카, 야마모토 사야카, 요코야마 유이, 요시다 아카리, 와타나베 마유

### 사고 중
AKB48 U-19 선발 명의
- AKB48: 타니구치 메구, 히와타시 유이, 무카이치 미온, 쿠보 사토네, 카토 레나, 고토 모에, 후쿠오카 세이나, 오카다 나나, 카와모토 사야, 코지마 마코, 코미야마 하루카, 다카하시 쥬리, 무라야마 유이리, 치바 에리이, 오구리 유이, 쿠라노오 나루미, 사카구치 나기사, 사토 나나미

### Vacancy
SKE48 선발 명의
- SKE48:키타가와 료하, 후타무라 하루카, 마츠이 쥬리나, 에고 유나, 오오바 미나, 오바타 유나, 소다 사리나, 다카야나기 아카네, 타케우치 사키, 후루하타 나오, 마츠무라 카오리, 키모토 카논, 쿠마자키 하루카, 고토 라라, 사이토 마키코, 스가와라 마야, 스다 아카리, 타니 마리카

### 한밤중의 허세
NMB48 선발 명의
- NMB48:이치카와 미오리, 죠니시 케이, 스토 리리카, 타니가와 아이리, 야부시타 슈, 야마모토 아야카, 야마모토 사야카, 카토 유카, 키노시타 모모카, 시부야 나기사, 시로마 미루, 요시다 아카리, 우에무라 아즈사, 오오타 유우리, 오키타 아야카, 후지에 레이나, 무라세 사에, 야구라 후코

### 멈추지 않는 관람차
HKT48 선발 명의
- HKT48:이노우에 유리야, 코지나 유이, 코다마 하루카, 사시하라 리노, 타시마 메루, 타나카 미쿠, 마츠오카 나츠미, 야부키 나코, 타나카 유카, 토모나가 미오, 후치가미 마이, 미야와키 사쿠라, 모토무라 아오이, 모리야스 마도카, 쿠리하라 사에, 마츠오카 하나, 야마시타 에미리, 타케다 토모카

### 녹색과 숲의 운동공원
NGT48 선발 명의
- NGT48:오기노 유카, 오구마 츠구미, 카토 미나미, 사토 안쥬, 다카쿠라 모에카, 나카이 리카, 니시가타 마리나, 혼마 히나타, 야마다 노에, 오타키 유리아, 카도 유리아, 쿠사카베 아이나, 세이지 레이나, 타카하시 마우, 나카무라 아유카, 나라 미하루, 니시무라 나나코, 미즈사와 아야카, 미야지마 아야
- 졸업생:카시와기 유키, 키타하라 리에, 스가하라 리코, 야마구치 마호, 하세가와 레나,  타노 아야카, 무라쿠모 후우카

### 누구를 제일 사랑하는가?
사카미치AKB 명의
- AKB48: 무카이치 미온, 오카다 나나, 코지마 마코, 오구라 유이, SKE48:마츠이 쥬리나, HKT48:미야와키 사쿠라
- 노기자카46: 호시노 미나미, 호리 미오나, 이토 마리카, 사이토 아스카, 키타노 히나코, 테라다 란제
- 케야키자카46: 히라테 유리나, 이마이즈미 유이, 나가하마 네루, 와타나베 리사, 스가이 유우카, 와타나베 리카

### 슬픈 노래를 듣고싶어졌다
- AKB48:와타나베 마유, 카시와기 유키